# Cyprinodon pachycephalus
Cyprinodon pachycephalus är en fiskart som beskrevs av Minckley och Minckley, 1986. Cyprinodon pachycephalus ingår i släktet Cyprinodon och familjen Cyprinodontidae. IUCN kategoriserar arten globalt som akut hotad. Inga underarter finns listade i Catalogue of Life.